# Michelangelo Luchi
Michelangelo Luchi (Brescia, 20 aprile 1744 – Subiaco, 29 settembre 1802) è stato un cardinale italiano.

## Biografia
Nacque a Brescia il 20 aprile 1744. Era nipote degli ecclesiastici Bonaventura e Giovanni Ludovico.
Papa Pio VII lo elevò al rango di cardinale nel concistoro del 28 settembre 1801.
Morì il 29 settembre 1802 all'età di 58 anni.